# Vagina loquens
Vagina loquens, говорящая вагина — мотив в литературной и мифологической традиции, берущий начало ещё с древних времён.

## Описание
Фольклорные мотивы, связанные с Vagina loquens, как правило, имеют морально-этическую нагрузку. Так, к примеру, подобный орган честно рассказывает очередному любовнику распутницы о многочисленных сексуальных связях «хозяйки». Обычно женские гениталии обретают речь благодаря чарам.
В художественной литературе говорящие женские половые органы известны по эротическим новеллам Дени Дидро Le Chevalier qui faisoit parler les cons et les culs и «Нескромные сокровища» (Les Bijoux indiscrets). В американской литературе Vagina loquens известна благодаря преданию The Magic Walking Stick из Озарка. Также предмет не обошли вниманием феминистки: американская писательница-феминистка Ив Энслер известна как создатель пьесы The Vagina Monologues.
В порнофильме 1975 года «Говорящая вагина» и его сиквеле 1978 года, а также в римейке этого фильма Virginia the Talking Vagina в сюжете задействована говорящая вагина.

## Классификация
В указателе сюжетов фольклорной сказки стоит под номером AT 1391 (Every Hole to Tell the Truth), а в классификации Анекдоты и шутки состоит в сюжете о Глупой жене и её муже, который зарегистрирован под номером H451.